# Pierre Drancourt
Pour les articles homonymes, voir Drancourt.
Pierre Drancourt, né le 10 mai 1982 à Maubeuge, est un coureur cycliste français. Ancien professionnel, il évolue au sein de la formation Bouygues Telecom en compagnie de Thomas Voeckler entre 2005 et 2007. En 2008, il est membre de l'équipe Groupe Gobert.com. 

## Biographie
Après de belles performances chez les juniors, Pierre Drancourt intègre l'équipe Espoirs du Crédit Agricole mais il ne parvient pas à confirmer son potentiel et n'est pas conservé dans l'effectif.
Jean-René Bernaudeau le recrute au Vendée U-Pays de la Loire. Ses performances sur le Circuit des Trois Provinces ou aux championnats du Pays de la Loire conduisent le manager vendéen à l'intégrer à l'effectif de Bouygues Telecom pour commencer la saison 2005.
Pierre Drancourt connaît une première saison délicate, et son adaptation au niveau de l'élite est rendue difficile par une succession de blessures. 
La réussite revient en 2006. Il progresse au fil des courses et conclut sa saison avec une première participation à un grand tour, le Tour d'Espagne. 
Après une saison 2008 chez Groupe Gobert.com il est contraint de retourner chez les amateurs après la disparition  de l'équipe. Il retourne dans son club formateur l'ESEG Douai.
Il retrouve le peloton professionnel en 2012 au sein de l'équipe continentale Roubaix Lille Métropole. Il obtient plusieurs places d'honneur au cours de la saison et termine notamment quatrième du Grand Prix des Marbriers ou sixième de la Ronde pévéloise.
Il fait le choix de courir de nouveau au sein de l'ESEG Douai en 2013 et gagne notamment  la onzième étape du Tour de Nouvelle-Calédonie et le Circuit du Port. Il monte également sur la deuxième marche du podium lors du Grand Prix de la ville de Pérenchies, une épreuve de l'UCI Europe Tour.
En 2015, il revient à la compétition après avoir interrompu sa carrière l'année précédente. Il court sous les couleurs de l'équipe Dunkerque Littoral où il joue un rôle de capitaine de route. Il remporte le Grand Prix des Hauts-de-France et termine second du Grand Prix Christian Fenioux durant l'année.

## Palmarès
- 2000
  - Trophée Sébaco
- 2001
  - 2e du Kreiz Breizh
- 2002
  - 1re épreuve du Maillot des Jeunes Léopards
  - 4e étape du Tour du Béarn
  - 3e du Circuit du Pévèle
- 2003
  - 3e du Grand Prix de Dourges
- 2004
  - 1re étape du Tour du Haut Anjou
  - Circuit des Trois Provinces :
    - Classement général
    - 1re et 2eb (contre-la-montre) étapes

  - 2e du Circuit de Wallonie
  - 2e du Grand Prix des Marbriers
  - 3e du Tour du Haut-Anjou
- 2009
  - Boucles de Picquigny
  - Paris-Mantes en Yvelines
  - 3e du Grand Prix des Marbriers
- 2010
  - Tour de la Manche :
    - Classement général
    - 5e étape

  - 3e étape des Boucles de la Marne
  - Grand Prix de Luneray
  - Prix Gabriel Dubois
  - Tour du Pays du Roumois
  - Circuit des Remparts
  - 2e des Boucles de l'Austreberthe
  - 2e du championnat du Nord-Pas-de-Calais
  - 3e de Paris-Mantes en Yvelines
- 2011
  - Grand Prix Paul Mametz
  - Paris-Mantes en Yvelines
  - Grand Prix des Hauts-de-France
  - Tour du Canton de Saint-Savin
  - Grand Prix des Marbriers
  - 5e et 7e étapes du Tour de Nouvelle-Calédonie
  - 2e du Grand Prix José Falcao
  - 2e du Grand Prix de Saint-Souplet
  - 2e du championnat du Nord-Pas-de-Calais
  - 2e du Critérium de Gayant
  - 2e de la Nocturne de Bar-sur-Aube
  - 2e de la Nocturne de Montech
  - 2e du Grand Prix de Bavay
  - 3e du Grand Prix des Flandres françaises
  - 3e du Prix de Beauchamps
  - 3e du Souvenir Eudeline
  - 3e de la Nocturne de Moutiers
  - 3e du Grand Prix de Bruère-Allichamps
- 2012
  - 2e du Tour du Pays du Roumois
- 2013
  - Circuit Jean Bart
  - Nocturne de Moulins
  - 11e étape du Tour de Nouvelle-Calédonie
  - 2e du Grand Prix d'Availles-Limouzine
  - 2e du Circuit de Wallonie
  - 2e du Grand Prix de la ville de Pérenchies
  - 2e du Grand Prix du Cru Fleurie
  - 2e du Grand Prix de Bavay
  - 3e des Boucles de l'Austreberthe
  - 3e du Grand Prix de Vimy
  - 3e de la Nocturne d'Albertville
- 2015
  - Grand Prix des Hauts-de-France
  - Circuit Jean Bart
  - 2e du Grand Prix Christian Fenioux

## Résultats sur les grands tours

### Tour d'Espagne
1 participation
- 2006 : 108e

### Tour d'Italie
1 participation
- 2007 : 129e

## Classements mondiaux
| Année           | 2009 | 2010 | 2011 | 2012 | 2013 |
| --------------- | ---- | ---- | ---- | ---- | ---- |
| UCI Europe Tour | 284e | 584e | 184e | 554e | 241e |